# Prognathogryllus oahuensis
Prognathogryllus oahuensis är en insektsart som beskrevs av Perkins, R.C.L. 1899. Prognathogryllus oahuensis ingår i släktet Prognathogryllus och familjen syrsor. Inga underarter finns listade i Catalogue of Life.